# Assyriella rechingeri
Assyriella rechingeri е вид охлюв от семейство Helicidae. Видът е критично застрашен от изчезване.

## Разпространение и местообитание
Разпространен е в Гърция.
Обитава скалисти райони, планини и възвишения.